# 卡萨利亚镇
卡萨利亚镇是西班牙安达卢西亚自治区塞维利亚省的一个市镇。总面积190平方公里，总人口10518人（001年），人口密度55人/平方公里。